# Водохранилище имени Жаклин Кеннеди-Онассис
Водохранилище имени Жаклин Кеннеди-Онассис (англ. Jacqueline Kennedy Onassis Reservoir), до 1994 — Водохранилище Центрального парка (англ. Central Park Reservoir) — водохранилище в Центральном парке Нью-Йорка.
Занимает площадь 43 га (106 акров), объём — 3,8 млн м³ (>1 млрд галлонов), глубина — 12 м (40 футов), протяжённость береговой линии — 2,5 км (1,58 мили).
Было построено между 1858—1862 годами, авторы создания водохранилища — известные дизайнеры Центрального парка Фредерик Лоу Олмстед и Калверт Вокс.

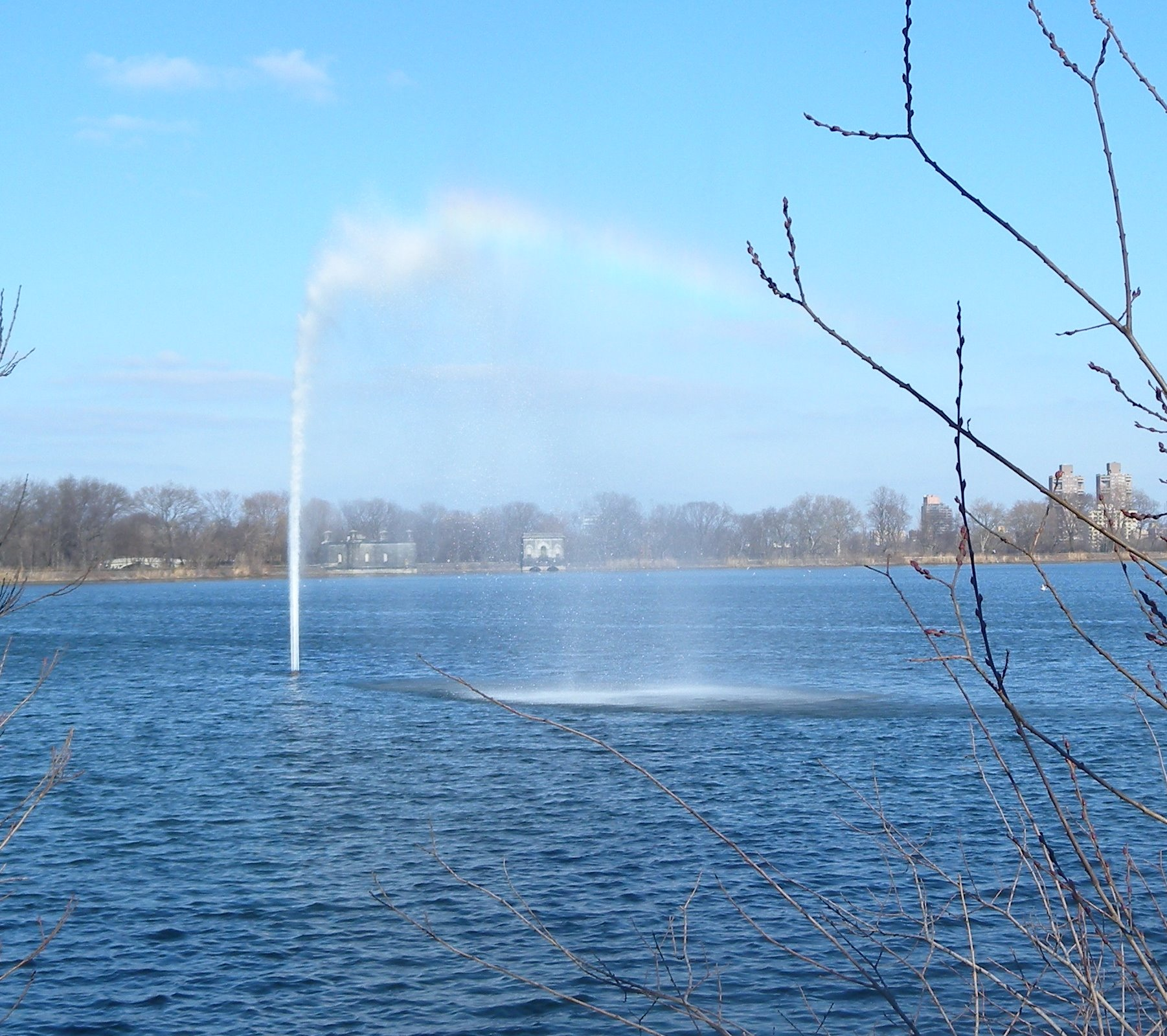
Вид на фонтан зимой 2012 года

В 1917 году на водохранилище был установлен фонтан.
Озеро окружает интересный ландшафт с зарослями вишни Йосино и японской вишни сорта Канзан, рододендрона. Фауна озера включает такие виды как кряква, канадская казарка, лысуха, гагары, поганковые, цапли.
В 1994 году оно было переименовано в честь Жаклин Кеннеди. Первоначальное название водоёма — Водохранилище Центрального парка.